# Amnokgang Sports Club
L'Amrokgang Sports Club (Hangul: 압록강체육단; Hanja: 鴨綠江體育團) és un club de futbol nord-coreà de la ciutat de Pyongyang. Va ser fundat el 19 de setembre de 1947. Pertany al Ministeri de Seguretat Pública. Va guanyar diversos campionats als anys 60 i el darrer el 2006.

## Palmarès
- Lliga nord-coreana de futbol: 3
  - 2001, 2006, 2008